# Hang Lũng Tàn
Hang Lũng Tàn là hang karst trong dãy núi đá vôi Lũng Tàn ở vùng đất xã Minh Tâm huyện Nguyên Bình tỉnh Cao Bằng, Việt Nam .

## Vị trí
Từ thành phố Cao Bằng theo quốc lộ 34 đi cỡ 22 km có ngã ba rẽ đường liên xã tới xã Minh Tâm. Trung tâm hành chính của xã cách ngã ba cỡ 2,5 km. Từ đó đi phía bắc, đến hang ở cách chân núi cỡ 100 m .

## Lịch sử
Hang Lũng Tàn là nơi in báo Việt Nam Độc Lập từ tháng 6/1942. Tờ báo do Chủ tịch Hồ Chí Minh sáng lập, là cơ quan tuyên truyền của Tỉnh bộ Việt Minh Cao Bằng. Sau đó hang được dùng làm nơi hội họp và luyện tập quân sự.
Ngày 11 tháng 11 năm 2005, Ủy ban nhân dân tỉnh Cao Bằng ra quyết định công nhận di tích hang Lũng Tàn là di tích lịch sử cách mạng .